# Paloma (Califórnia)
Paloma é uma comunidade não incorporada em Condado de Calaveras, Califórnia.

## Política
Na legislatura estadual, Paloma está no 8º Distrito do Senado, representado pelo republicano Tom Berryhill e pelo 5º Distrito da Assembleia, representado pelo republicano Frank Bigelow. A cidade, está no quarto distrito do Congresso da Califórnia, representado pelo republicano Tom McClintock.